# Inmaculada Mengíbar
Inmaculada Mengíbar (Córdoba, 5 de junio de 1962) es una escritora feminista española. Licenciada en Filología Hispánica, reivindica su derecho como mujer a la producción, frente al tradicional papel de la reproducción y así lo refleja en sus obras. Actualmente reside en Torremolinos.

## Obra
- Los días laborables (1988).
- Pantalones blancos de franela (1994).
- Reverso (1996).

## Premios
- Hiperión (1988).
- Premio Jaén de Poesía (1994).[2]